# Kyle Okposo
Kyle Henry Erovre Okposo (ur. 16 kwietnia 1988 w Saint Paul) – amerykański hokeista występujący na pozycji prawoskrzydłowego w Buffalo Sabres z National Hockey League (NHL). 

## Kariera
W czerwcu 2007 zawodnik ogłosił, że w sezonie 2007-08 zamierza pozostać w Minnesota Golden Gophers, hokejowej drużynie University of Minnesota, jednak w grudniu tego samego roku zdecydował się przejść na zawodowstwo i rozpoczął negocjacje z Islanders w sprawie pierwszego zawodowego kontraktu. Pod koniec 2007 roku strony uzgodniły warunki 3-letniego kontraktu. W styczniu Okposo został włączony do składu Bridgeport Sound Tigers, afiliacji drużyny z Nowego Jorku. Debiut w rozgrywkach NHL zanotował 18 marca 2008 w spotkaniu z Toronto Maple Leafs, a pierwszą bramkę zdobył trzy dni później w spotkaniu z New Jersey Devils.
Przed rozpoczęciem sezonu 2010-2011 Okposo doznał urazu obrąbka stawowego barku. Pierwszy mecz rozgrywek rozegrał 21 stycznia 2011 przeciwko Washington Capitals. Pierwsze dwa gole i pierwszą asystę w sezonie zanotował w spotkaniu z Atlanta Thrashers – szóstym po powrocie po kontuzji. W maju Okposo uzgodnił z klubem z Nowego Jorku warunki 5-letniego, wartego 14 mln dolarów kontraktu.
Wraz ze zbliżającym się końcem kontraktu Okposo, w czerwcu 2016 drużyna New York Islanders poinformowała, że nie podpisze nowej umowy z zawodnikiem ze względu na ograniczenia wynikające z pułapu wynagrodzeń w zespole. 1 lipca 2016 Okposo stał się wolnym agentem i tego samego dnia podpisał 7-letni, warty 42 mln dolarów kontrakt z Buffalo Sabres.

## Sukcesy
Indywidualne
- Występ w Meczu Gwiazd NHL w sezonie  2016-2017

## Statystyki

### Sezon zasadniczy i play-off
| 2005-06     | Des Moines Buccaneers   | USHL        | 50  | 27  | 31  | 58  | 56  | 11 | 5 | 11 | 16 | 8  |
| 2006–07     | University of Minnesota | WCHA        | 33  | 17  | 20  | 37  | 30  | 7  | 2 | 1  | 3  | 4  |
| 2007–08     | University of Minnesota | WCHA        | 18  | 7   | 4   | 11  | 6   | —  | — | —  | —  | —  |
| 2007–08     | Bridgeport Sound Tigers | AHL         | 35  | 9   | 19  | 28  | 12  | —  | — | —  | —  | —  |
| 2007–08     | New York Islanders      | NHL         | 9   | 2   | 3   | 5   | 2   | —  | — | —  | —  | —  |
| 2008–09     | New York Islanders      | NHL         | 65  | 18  | 21  | 39  | 36  | —  | — | —  | —  | —  |
| 2008–09     | Bridgeport Sound Tigers | AHL         | —   | —   | —   | —   | —   | 2  | 1 | 0  | 1  | 2  |
| 2009–10     | New York Islanders      | NHL         | 80  | 19  | 33  | 52  | 34  | —  | — | —  | —  | —  |
| 2010–11     | New York Islanders      | NHL         | 38  | 5   | 15  | 20  | 40  | —  | — | —  | —  | —  |
| 2011–12     | New York Islanders      | NHL         | 79  | 24  | 21  | 45  | 46  | —  | — | —  | —  | —  |
| 2012–13     | New York Islanders      | NHL         | 48  | 4   | 20  | 24  | 38  | 6  | 3 | 1  | 4  | 5  |
| 2013–14     | New York Islanders      | NHL         | 71  | 27  | 42  | 69  | 51  | —  | — | —  | —  | —  |
| 2014–15     | New York Islanders      | NHL         | 60  | 18  | 33  | 51  | 12  | 7  | 2 | 1  | 3  | 2  |
| 2015–16     | New York Islanders      | NHL         | 79  | 22  | 42  | 64  | 51  | 8  | 1 | 6  | 7  | 4  |
| 2016–17     | Buffalo Sabres          | NHL         | 65  | 19  | 26  | 45  | 24  | —  | — | —  | —  | —  |
| 2017–18     | Buffalo Sabres          | NHL         | 76  | 15  | 29  | 44  | 40  | —  | — | —  | —  | —  |
| NHL łącznie | NHL łącznie             | NHL łącznie | 670 | 173 | 285 | 458 | 374 | 24 | 7 | 8  | 15 | 11 |

### Międzynarodowe
| Rok                | Drużyna            | Turniej            | Wynik              | M  | G | A | Pkt | Min |
| ------------------ | ------------------ | ------------------ | ------------------ | -- | - | - | --- | --- |
| 2005               | Stany Zjednoczone  | U17                | 5                  | 5  | 2 | 2 | 4   | 2   |
| 2007               | Stany Zjednoczone  | MŚJ                | 1st                | 7  | 0 | 1 | 1   | 2   |
| 2008               | Stany Zjednoczone  | MŚJ                | 4                  | 6  | 1 | 5 | 6   | 2   |
| 2009               | Stany Zjednoczone  | MŚ                 | 4                  | 9  | 2 | 3 | 5   | 10  |
| 2010               | Stany Zjednoczone  | MŚ                 | 13                 | 6  | 1 | 2 | 3   | 0   |
| 2012               | Stany Zjednoczone  | MŚ                 | 7                  | 8  | 2 | 1 | 3   | 0   |
| Juniorskie łącznie | Juniorskie łącznie | Juniorskie łącznie | Juniorskie łącznie | 18 | 3 | 8 | 11  | 6   |
| Seniorskie łącznie | Seniorskie łącznie | Seniorskie łącznie | Seniorskie łącznie | 23 | 5 | 6 | 11  | 10  |